# Jade Schaeffer
Jade Schaeffer  (Réunion, 1 juli 1986) is een Franse golfprofessional. Ze woont in Parijs.

## Amateur
Als amateur won ze met het Franse team in 2005 het Europees Landen Team Kampioenschap, zelf won ze individueel de eerste prijs.

### Gewonnen
- 2000: Kampioenschap van Réunion
- 2004: Kampioen van de Elzas (dames en jeugd)
- beste amateur bij het Frans Open

### Teams
- Europees Landen Team Kampioenschap: 2005 (winnaars)

## Professional
Schaeffer werd in november 2006 professional en speelt op de Ladies European Tour. Haar eerste overwinning behaalde ze in Duitsland.

### Gewonnen

#### Nationaal
- 2010: Trophee Preven’s Bussy Germantes, Ladies Dinard Open

#### Europese Tour
- 2009: Hypovereins Bank Ladies German Open
- 2011: Prague Golf Masters